# Gretchen Ulion
Gretchen Ulion, född 4 maj 1972 i Marlborough i Connecticut, är en amerikansk ishockeyspelare.
Ulion tog OS-guld i damernas ishockeyturnering i samband med de olympiska ishockeytävlingarna 1998 i Nagano.